# K/Pg-grænse
Ved K/Pg-grænsen (Kridt-Palæogen-grænsen) findes et tyndt lag af geologiske aflejringer, som kan genfindes mange forskellige steder på jordkloden. I Danmark kaldes det fiskeler og findes ved Stevns Klint. Laget danner grænsen mellem aflejringer fra Kridt og Palæogen, og det er kendetegnet ved at have et usædvanligt højt indhold af det sjældne ædelmetal iridium. Den enkleste forklaring på det er, at meteoritter ofte har et meget højt indhold af netop det metal. Der er almindelig enighed om, at K/Pg-grænsen skal forstås som resultatet af et voldsomt meteornedslag, som må være sket for ca. 65,5 millioner år siden.
Grænsen er tidligere kendt som K/T-grænsen (Kridt-Tertiær-grænsen), se note.

## Masseudslettelsen af dyregrupper
Den bratte uddøen af dinosaurerne er sammenfaldende med K/Pg-grænsen, og det diskuteres stadig, om man kan betragte katastrofen ved K/Pg-grænsen som årsagen til, at ikke blot dinosaurerne, men også mange andre dyregrupper uddøde på det tidspunkt.
Det er vist, at mange dyregrupper kom uskadt igennem katastrofen. Omvendt var der mange, som ikke klarede sig igennem, og de biologiske konsekvenser er knyttet til en nedgang i nettoprimærproduktionen. De dyr, som var mest afhængige af fotosyntesen (planteæderne), var også dem, som var mest udsat for udslettelse.
Når man tager i betragtning, hvor alvorlig en katastrofe K/Pg-grænsen er udtryk for, bør dens resultater også kunne spores i samlede, økologiske konsekvenser. Det er karakteristisk for nutidige katastrofer, at de medfører en massiv ødelæggelse i alle økosystemer inden for det berørte område, men også, at der følger en genopbygningsperiode, hvor de overlevende populationer danner nye samfund. På den måde opstår der en typisk, økologisk succession. Man har kunnet påvise netop sådan et forløb i de naturlige plantesamfund, hvor en voldsom tilbagegang i biodiversitet følges af en langsom genopbygning. Tilsvarende forløb kan vises i de fossile aflejringer af pollen og sporer, og i 1984 kunne Robert Tschudy og andre forskere dokumentere en voldsom, økologisk begivenhed ved K/Pg-grænsen.

## Katastrofens årsag
Det diskuteres stadig, om årsagen til katastrofen udelukkende skal søges i et enkelt meteoritnedslag, eller om den har et bredere grundlag. Da Alan K. Hildebrand og Glen Penfield fandt krateret, som ligger under Chicxulub på Yucatán-halvøen og de store mængder udkastet materiale i USA og på Haiti, var mange sikre på, at årsagen var fundet. Senere har det dog vist sig mange store og komplicerede konsekvenser af meteoritnedslaget som led i årsagskæden.

## K/Pg-begivenhedens varighed
Mange palæontologer har rejst tvivl om, hvorvidt masseudslettelsen skete inden for nogle få år, eller om den muligvis strakte sig over 10 millioner år. Det første ville passe godt med en pludselig katastrofe som et meteoritnedslag, mens det sidste ville passe bedre med en langstrakt forløb som vulkansk aktivitet.
Man ved, at der netop for ca. 65 millioner år siden opstod voldsom og langvarig vulkanisme i området Deccan traps i det sydlige Indien, og desuden har man fundet andre meteorkratere end Chicxulub fra samme periode. Det drejer sig f.eks. om Boltyschkrateret i Ukraine (24 km i diameter), Silverpitkrateret i Nordsøen (20 km i diameter) og Shivakrateret vest for Indiens kyst. Det har en diameter på 450–600 km, og det kan muligvis have sat den sydindiske vulkanisme i gang. Det er tænkeligt, at en enkelt meteorit blev slået i flere stykker ved sammenstødet med den øvre atmosfære, så der har været mange nedslagssteder. Sådan et forløb kunne man iagttage, da
Shoemaker-Levy kometen slog ned på planeten Jupiter.
I 1991 kunne Fastovsky og andre forskere fremlægge resultaterne af et treårigt undersøgelsesarbejde ved Hell Creek i Montana. Deres forskning viser, at udslettelsen skete brat, og at der ikke kunne findes beviser for en langsom nedgang i biodiversiteten. Det tydes af de fleste som et bevis for, at K/Pg-grænsen virkelig er det synlige spor efter en pludselig begivenhed, som udslettede mange af jordens dyrearter, deriblandt dinosaurerne, hvaløglerne og flyveøglerne.

## Note
Betegnelsen Tertiærtiden eller Tertiær anerkendes ikke af International Commission on Stratigraphy. Det anses at Tertiær indeholdes i den Palæogen og Neogene tid. Se f.eks. 2003 udgaven af the International Stratigraphic Chart.